# Juan Fernández de Velasco y Tovar

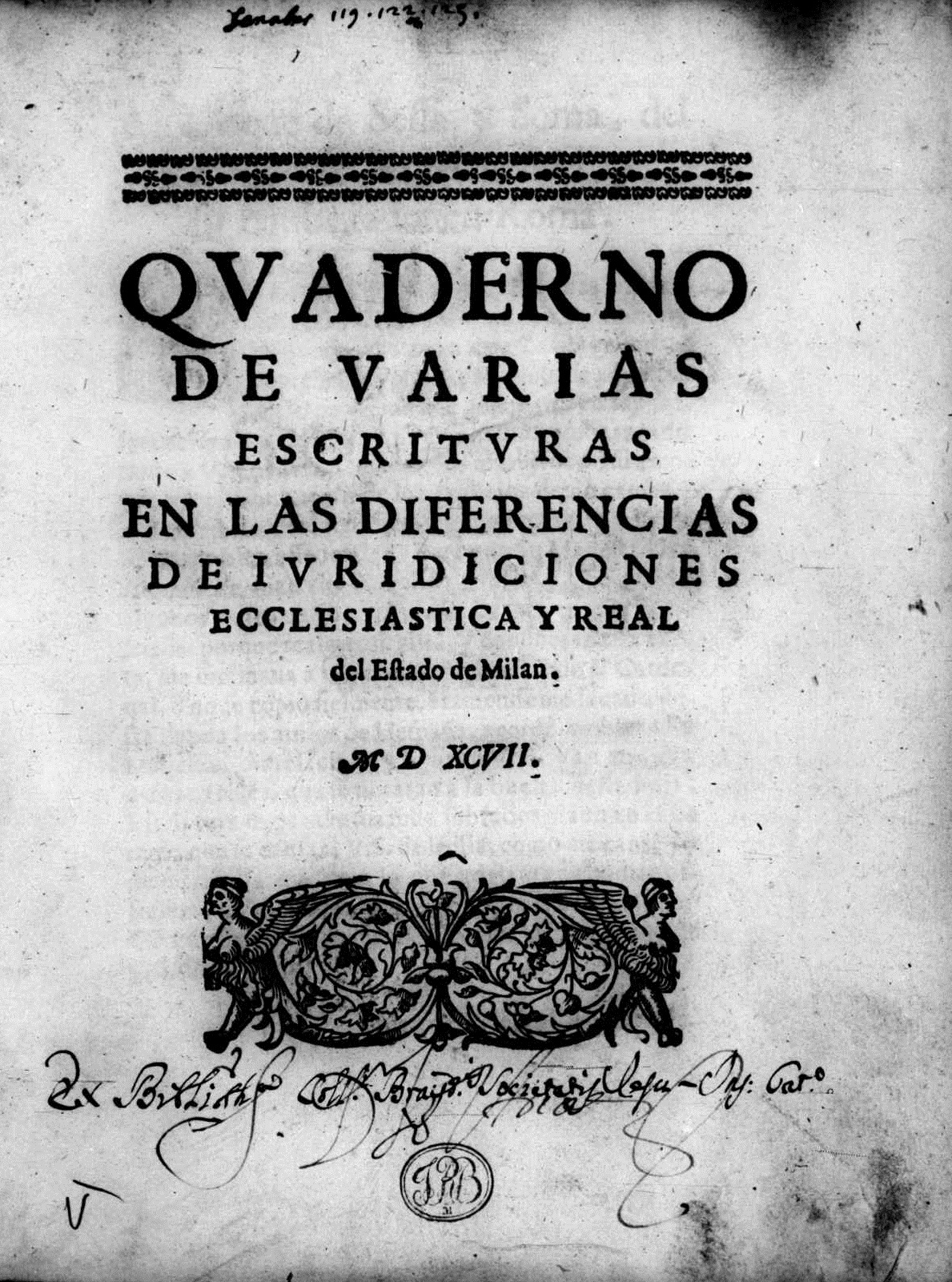
Quaderno de varias escrituras en las diferencias de iuridiciones ecclesiastica y real del estado de Milan, 1597

Juan Fernández de Velasco y Tovar (c. 1550 – Madrid, 15 de marzo de 1613) fue un noble y diplomático español. V duque de Frías, IV marqués de Berlanga, VII conde de Haro, VI condestable de Castilla, fue gobernador del Milanesado y presidente del Consejo de Italia.

## Biografía
Como diplomático tomó parte en las conversaciones que dieron lugar al tratado de Londres de 1604 por el que se puso fin a la guerra anglo-española de 1585-1604.
En 1609 compró la quinta de la Fuente del Berro para ser utilizada como residencia de descanso.

## Familia
Hijo de Íñigo Fernández de Velasco y Tovar (m. 1585) y la duquesa Ana Pérez de Guzmán y Aragón, señora de Berlanga.
Casó con María Girón de Guzmán, con quien tuvo a: 
- Juan Fernández de Velasco y Tovar;[cita requerida]
- Luis Fernández de Velasco y Tovar, I marqués del Fresno en el periodo 1628-1664;[cita requerida]
- Pedro Fernández de Velasco y Tovar, II marqués del Fresno y VII condestable de Castilla;[cita requerida]
- Ana de Velasco y Girón, casada con Teodosio II de Braganza;
- María Catalina Sáenz de Velasco y Tovar;[cita requerida]
- Juan Sancho Fernández de Velasco y Tovar, que participó en la firma del tratado por la delegación española (1605).[cita requerida]
- Mencía de Velasco y Tovar;[cita requerida]
- Isabel de Velasco y Tovar.[cita requerida]

Casó en segundas nupcias (1608) con Juana Fernández de Córdoba y Enríquez, con quien tuvo a: 
- Bernardino Fernández de Velasco y Tovar; como primogénito varón, heredó sus títulos de nobleza;
- Luis de Velasco, I marqués del Fresno; sordo de nacimiento, fue discípulo de Juan Pablo Bonet;
- Mariana Fernández de Velasco, casada con Antonio Álvarez de Toledo, VII duque de Alba.
- Juan Fernández de Velasco y Tovar, que casó con Juana Enríquez.

| Predecesor: Íñigo de Tovar y Velasco                                                          | VI Condestable de Castilla, V Duque de Frías, VII Conde de Haro, IV Marqués de Berlanga 1585 – 1613 | Sucesor: Bernardino Fernández de Velasco                                    |
| Predecesor: Carlos de Aragón y Tagliavia, duque de TerranovaPedro de PadillaDiego de Portugal | Gobernador de Milán 1592 – 15951595 – 16001610 – 1612                                               | Sucesor: Pedro de PadillaPedro Enríquez de AcevedoJuan de Mendoza y Velasco |
| Predecesor: Juan de Zúñiga, conde de Miranda                                                  | Presidente del Consejo de Italia 1600 – 1612                                                        | Sucesor: Pedro Fernández de Castro, conde de Lemos                          |